# Morfia de Melitene
Morfia de Melitene, o Morphia, Moraphia (m. 1 de octubre de 1126 o 1127) fue la reina consorte de Balduino II, noble cruzado, conde de Edesa y rey de Jerusalén.

## Biografía
Era hija de un noble armenio llamado Gabriel (o Khoril, en Idioma armenio), gobernador de la ciudad de Melitene, con su esposa. A pesar de ser étnicamente armenia, la familia seguía a la Iglesia Ortodoxa Griega.
Algunas fuentes afirman que la esposa de Gabriel era hija de Constantino I, príncipe de Armenia; sin embargo, las fechas simplemente no lo permiten. La confusión parece provenir de la identificación de Teodoro I, hijo de Constantino, con Teodoro de Edesa, de quien se atestigua que Gabriel era suegro. Gabriel debe haber tenido alguna conexión con la cultura griega, ya sea a través de su madre o esposa y, si esa conexión era con la familia de Constantino I, lo más probable es que fuera más anterior. Su esposa pudo haber sido hija del padre de Constantino, Rubén, por ejemplo; o pudo haber sido hija de Filareto, el general bajo el cual sirvió Gabriel, pero esto es solo una especulación. En cualquier caso, presumiblemente sus contemporáneos y súbditos sabían que descendía de una familia prominente que era aceptable tanto por griegos como por armenios, lo que podría sugerir una herencia mixta.
Melitene era un territorio vecino del Condado de Edesa, y en poco tiempo Gabriel se hizo vasallo de ese estado cruzado. El entonces conde Balduino II de Edesa consolidó su posición política en su territorio al casarse con Morfia en c.1101. Gabriel, dio uno dote de 50.000 Besantes de oro.
De esta boda no nacieron hijos varones, pero sí cuatro hijas: 
- Melisenda (1101-1161), casada en 1129 con Fulco V de Anjou.
- Alicia (c.1110), casada en 1126 con Bohemundo II de Antioquía.
- Hodierna, casada en 1135 con Raimundo II de Trípoli.
- Ioveta, tomó el hábito de monja en Betania.

Cuando Balduino ascendió al trono de Jerusalén en 1118, Morfia y sus hijas permanecieron en Edesa. Pero después de la victoria musulmana en la batalla de Ager Sanguinis en 1119, el rey volvió al condado del norte para asegurar el control del territorio. Al volver a la Ciudad Santa al año siguiente, trajo a su familia y Morfia fue coronada reina. Cuando el rey fue hecho prisionero mientras patrullaba las fronteras de Edesa en 1123, Morfia volvió al norte para ayudar a asegurar su liberación, ofreciendo a su hija Ioveta como rehén. Sin herederos varones, Balduino II designó a Melisenda como su heredera, y se casó con Fulque V de Anjou.
Es probable que Morfia haya sido por lo menos parcialmente responsable por las influencias culturales griegas y armenias que surgieron en el Reino Latino. El arte de la época, como el Salterio de Melisenda de Jerusalén, revela frecuentemente una mezcla de estilos orientales y occidentales, revelando que los cruzados se comenzaron a acostumbrar a la cultura local. Según el salterio de Melisenda, Morfia murió el 1 de octubre, pero el año es una incógnita: probablemente 1126, pero tal vez 1127. Fue sepultada en una abadía en los alrededores de Jerusalén.